# Gökhan Zan
Gökhan Zan, född 7 september 1981 i Turkiet, är en före detta turkisk fotbollsspelare. Han spelade som mittback både i Galatasaray SK och i landslaget. 20 augusti 2006 gjorde Gökhan Zan sitt första mål mot Denizli genom nick, det andra gjorde han mot Konya.